# Courtney Act
Shane Gilberto Jenek (Brisbane; 18 de febrero de 1982), mejor conocido bajo el nombre artístico de Courtney Act, es una drag queen australiana, cantante de pop, animadora y personalidad de televisión. Jenek se destacó por primera vez, como Courtney, compitiendo en la primera temporada de Australian Idol en 2003. Después del show, lanzó su primer sencillo, " Rub Me Wrong ", que alcanzó el puesto número 29 en la lista de singles de ARIA. En 2003, mientras audicionaba para Australian Idol, también se convirtió en el primer concursante LGBT en aparecer abiertamente en un reality show de talentos de televisión.
En 2014, Courtney Act fue una de las finalistas en la sexta temporada de RuPaul's Drag Race.
En enero de 2018, Jenek apareció en la temporada veintiuno de Celebrity Big Brother UK y finalmente ganó la serie con el 49.43% del voto público final. Jenek también comenzó a presentar The Bi Life, el primer reality show bisexual de citas en el Reino Unido, en E!.
En 2019, Courtney Act compitió y quedó en segundo lugar en la temporada 16 de la versión australiana de Dancing with the Stars, donde estuvo emparejada con Joshua Keefe. Esto hizo que Act y Keefe fueran la primera pareja del mismo sexo en la historia de la versión australiana, así como la segunda pareja del mismo sexo en cualquier versión del programa.  Courtney/Jenek utiliza el pronombre ella cuando se refiere a Courtney y él cuando se refiere a Jenek.

## Primeros años
Jenek nació en Brisbane y se mudó a Sídney a los 18 años. Originalmente pretendía tomar el nombre de Ginger Le'Bon y ser un "cantante de club nocturno pelirrojo y con humo". En cambio, tomó el nombre artístico de Courtney Act, que es un juego de palabras con la frase "caught in the act" (atrapada en el acto) como se pronuncia en un acento no rótico como el inglés australiano.

## Carrera
En diciembre de 2013, Logo anunció que Courtney Act estaba entre las 14 drag queens que competirían en la sexta temporada de RuPaul's Drag Race. Se colocó como finalista junto a Adore Delano.
En julio de 2014, Courtney Act se convirtió en la primera intérprete drag en la historia en cantar en vivo con la Orquesta Sinfónica de San Francisco. Jenek apareció como artista invitado con Cheyenne Jackson en Hello, Gorgeous! Cheyenne Jackson Goes to the Movies. Ambos cantaron un dueto "Elephant Love Song" de la película de 2001 de Baz Luhrmann Moulin Rouge!
En septiembre de 2014, Courtney Act, junto con Willam Belli y Alaska Thunderfuck 5000, fueron las primeras drag queens en convertirse en chicas publicitarias de American Apparel. Trabajó para la campaña Support Artists, Support Ethical Manufacturing de la marca de moda, con tres camisetas exclusivas.
Junto con su socia comercial y compañera de drag queen Vanity Faire, Courtney creó Wigs by Vanity; comenzaron la compañía en 2003 con el objetivo de producir pelucas para drag queens.
En diciembre de 2015, Courtney apareció en dos singles del LP Christmas Queens, "From Head to Mistletoe" y "Christmas Sweater" con sus compañeras de publicidad American Apparel, Willam y Alaska.
A partir de 2016, Jenek ha sido corresponsal extranjero del sitio web de noticias de Australia, Junkee. Jenek cubrió las elecciones presidenciales de 2016 para el sitio, asistiendo a mítines de Hillary Clinton y Donald Trump. Después de la elección de Trump, Jenek también participó e informó sobre la Marcha de Mujeres de 2017.
En octubre de 2017, Courtney apareció en Single AF, un programa de citas de celebridades en MTV UK.
Janek, quien también se presentó como Courtney Act, compitió en la temporada 21 de la edición británica de Celebrity Big Brother, que finalmente ganó.
Jenek también presentó el reality show de citas The Bi Life, donde apareció como Courtney y Shane, y que se estrenó en Irlanda y el Reino Unido el 25 de octubre de 2018 en E! Jenek también presenta el talk show nocturno The Courtney Act Show en Channel 4.
Jenek compitió con la canción " Fight for Love " en Eurovisión - Australia decide - Gold Coast 2019 en febrero de 2019 para representar a Australia en el Festival de Eurovisión, pero no tuvo éxito, perdiendo ante Kate Miller-Heidke, con la canción Zero Gravity.
En 2019, Act compitió en la temporada 16 de la versión australiana de Dancing with the Stars, en asociación con Joshua Keefe, donde obtuvieron el segundo lugar. Act es el primer artista drag en la historia de la franquicia Dancing with the Stars,, pero no el primero en actuar en una pareja del mismo sexo – el diseñador de moda Giovanni Ciacci el y bailarín profesional Raimondo Todaro llegaron a la gran final en la serie 2018 de Ballando con le Stelle, la contraparte italiana del programa. Keefe estaba visiblemente sorprendido cuando Janek llegó para su primer encuentro, antes de darse cuenta de que él era el alter ego de Act. Jenek y Keefe bailaron como parejas del mismo sexo en los detrás de cámara para la presentación de cada semana y también expresó su deseo de actuar como Jenek, según Gay Star News. Act y Keefe encabezaron la tabla de líderes con su actuación en el primer episodio.
El 1 de marzo de 2019, se anunció que Act había filmado un papel de invitada como ella misma en la telenovela australiana Neighbours. Sus escenas están programadas para emitirse en 2020.

## Vida personal
Jenek es vegano, y se identifica como pansexual, fluido de género y poliamoroso. A partir de 2018, vive en Londres, habiendo vivido anteriormente en Sídney y Los Ángeles.

## Discografía

### Álbumes
| Título       | Detalles                                                                                |
| ------------ | --------------------------------------------------------------------------------------- |
| Kaleidoscope | - Lanzado: 7 de julio de 2015 - Etiqueta: autoeditado - Formatos: CD, descarga digital. |

### Sencillos

#### Como artista principal
| Título                                             | Año  | Posiciones máximas en las listas de éxitos | Álbum        |
| Título                                             | Año  | Australia ARIA                             | Álbum        |
| -------------------------------------------------- | ---- | ------------------------------------------ | ------------ |
| " Frótame mal "                                    | 2004 | 29                                         |              |
| "Welcome to Disgraceland"                          | 2010 | —                                          |              |
| "To Russia with Love"                              | 2014 | —                                          |              |
| "Mean Gays"                                        | 2014 | —                                          |              |
| "Ecstasy"                                          | 2015 | —                                          | Kaleidoscope |
| "Ugly"                                             | 2015 | —                                          | Kaleidoscope |
| "Body Parts"                                       | 2015 | —                                          | Kaleidoscope |
| "Kaleidoscope"                                     | 2016 | —                                          | Kaleidoscope |
| "Wigs by Vanity Single Jingle" (with Vanity Faire) | 2016 | —                                          |              |
| "Chandelier/Diamonds/Titanium (Medley)"            | 2016 | —                                          |              |
| "Stayin' Alive"                                    | 2016 | —                                          |              |
| "Fight for Love"                                   | 2018 | —                                          |              |

#### Como artista invitado
| Título | Año  |
| --- | ---- |
| "Downton Abbey...Snore" (Jimmy Ray Bennett, Stephen Guarino & Jeff Hiller featuring Willam Belli, Vicky Vox & Courtney Act) | 2013 |
| "Oh No She Better Don't" (RuPaul featuring drag queens de la temporada 6                                                    | 2014 |
| "Dance Again" (Bielfield featuring Courtney Act)                                                                            | 2017 |

### Otras apariciones
| Título                                     | Año  | Álbum                           |
| ------------------------------------------ | ---- | ------------------------------- |
| "Champion" (RuPaul featuring Courtney Act) | 2014 | RuPaul Presents: The CoverGurlz |
| "From Head to Mistletoe"                   | 2015 | Christmas Queens                |

## Tours
Co-Headlining Tours
- Access All Areas Tour (2017)

## Filmografía

### Películas
| Año  | Título             | Papel      | Notas        | Ref.   |
| ---- | ------------------ | ---------- | ------------ | ------ |
| 2013 | Meet the Glamcocks | Sí misma   | Documental   | [ 36 ] |
| 2015 | Luna Goes Cruising | Koda (voz) | Cortometraje | [ 37 ] |
| 2015 | This Is Drag       | Sí misma   | Documental   | [ 38 ] |

### Televisión
| Año  | Título                         | Papel                                    | Notas                                                            | Ref.   |
| ---- | ------------------------------ | ---------------------------------------- | ---------------------------------------------------------------- | ------ |
| 2000 | Snick Flicks                   | Courtney Act (anfitrión)                 | Transmitido en Nickelodeon Australia durante 6 meses los sábados |        |
| 2003 | Australian Idol                | Courtney Act (concursante)               | Temporada 1 : colocada en el puesto 13 con contendientes comodín | [ 39 ] |
| 2010 | Sleek Geeks                    | Courtney Act                             | Temporada 2, Episodio 8: "Wee Across the World"                  |        |
| 2012 | Are You There, Chelsea?        | Courtney Act                             | Episodio 8: "La almohada de Dee Dee"                             | [ 40 ] |
| 2012 | I Will Survive                 | Courtney Act                             | Episodio 4                                                       |        |
| 2014 | RuPaul's Drag Race             | Courtney Act (concursante)               | Temporada 6 - Subcampeón                                         |        |
| 2014 | Candidly Nicole                | Courtney Act                             | Episodio 2                                                       | [ 41 ] |
| 2017 | Single AF                      | Courtney Act (concursante)               | Serie 1                                                          | [ 42 ] |
| 2018 | Celebrity Big Brother          | Courtney Act / Shane Jenek (concursante) | Serie 21 - Ganador                                               |        |
| 2018 | The Bi Life                    | Courtney Act / Shane Jenek (anfitrión)   |                                                                  |        |
| 2018 | The Courtney Act Show          | Courtney Act (anfitrión)                 | Especial de Navidad                                              | [ 43 ] |
| 2019 | Eurovision - Australia Decides | Courtney Act (concursante)               | 4.º lugar                                                        | [ 24 ] |
| 2019 | Dancing with the Stars         | Courtney Act (concursante)               | Finalista de la temporada 16                                     |        |
| 2020 | Neighbours                     | Courtney Act                             | Rol de invitado                                                  | [ 29 ] |

### Series web
| Año     | Título           | Papel        | Notas                        | Ref.   |
| ------- | ---------------- | ------------ | ---------------------------- | ------ |
| 2012-13 | Transfashionable | Courtney Act | Producido por The Stylish    | [ 44 ] |
| 2014    | Reality Relapse  | Courtney Act | Producido por BiteSizeTV     |        |
| 2014    | Transformations  | Courtney Act | Producido por WOWPresents    | [ 45 ] |
| 2014    | Hey Qween!       | Courtney Act | Producido por Jonny McGovern | [ 46 ] |

### Vídeos musicales
| Título                                      | Año  | Director                   |
| ------------------------------------------- | ---- | -------------------------- |
| "Rub Me Wrong"                              | 2004 | Anthony Rose               |
| "Welcome to Disgraceland"                   | 2010 | Kain O'Keeffe              |
| "Oh No She Better Don't"                    | 2014 | Eve, Trina                 |
| "To Russia with Love"                       | 2014 | Rami Mikhail               |
| "Mean Gays"                                 | 2014 | Kain O'Keeffe              |
| "American Apparel Ad Girls"                 | 2014 | Shawn Adeli                |
| "Dear Santa, Bring Me a Man"                | 2014 | Mairin Hart                |
| "Ecstasy"                                   | 2015 | William Baker              |
| "Ugly"                                      | 2015 | Courtney Act, Kain O'Keefe |
| "Body Parts"                                | 2015 | Marvin Joseph              |
| "Christmas Sweater"                         | 2015 | Kain O'Keefe               |
| "From Head To Mistletoe"                    | 2015 | Kain O'Keefe               |
| "Kaleidoscope"                              | 2016 | Wallaby Way                |
| "Wigs by Vanity Single Jingle"              | 2016 | N/A                        |
| "Stayin' Alive"                             | 2016 | N/A                        |
| "Chandelier / Diamonds / Titanium (Medley)" | 2016 | N/A                        |

### Apariciones en vídeos musicales
| Título                                 | Año  | Director         | Ref.   |
| -------------------------------------- | ---- | ---------------- | ------ |
| " Applause " (Lyric video) (Lady Gaga) | 2013 | Lady Gaga        | [ 47 ] |
| "Sissy That Walk" (RuPaul)             | 2014 | Steven Corfe     |        |
| "Jump the Gun" (Adore Delano)          | 2015 | Josef J. Weber   |        |
| " Power " (Little Mix feat. Stormzy)   | 2017 | Hannah Lux Davis | [ 48 ] |